# Kiosque à musique de Dijon
Le kiosque à musique de Dijon, est un kiosque à musique de style Art nouveau. Il est classé monument historique depuis 1972.

## Histoire
Le premier Kiosque à musique de la place du Président-Wilson de Dijon était à l'origine un kiosque en bois construit en 1869. En 1912, un Kiosque à musique octogonal de style art-nouveau est construit par l'architecte en chef de la ville de dijon Paul Desherault et inauguré le 14 avril 1912 par la musique militaire du 27e régiment d'infanterie. Les parties métalliques proviennent de la maison Guillot Pelletier à Orléans.

## Galerie

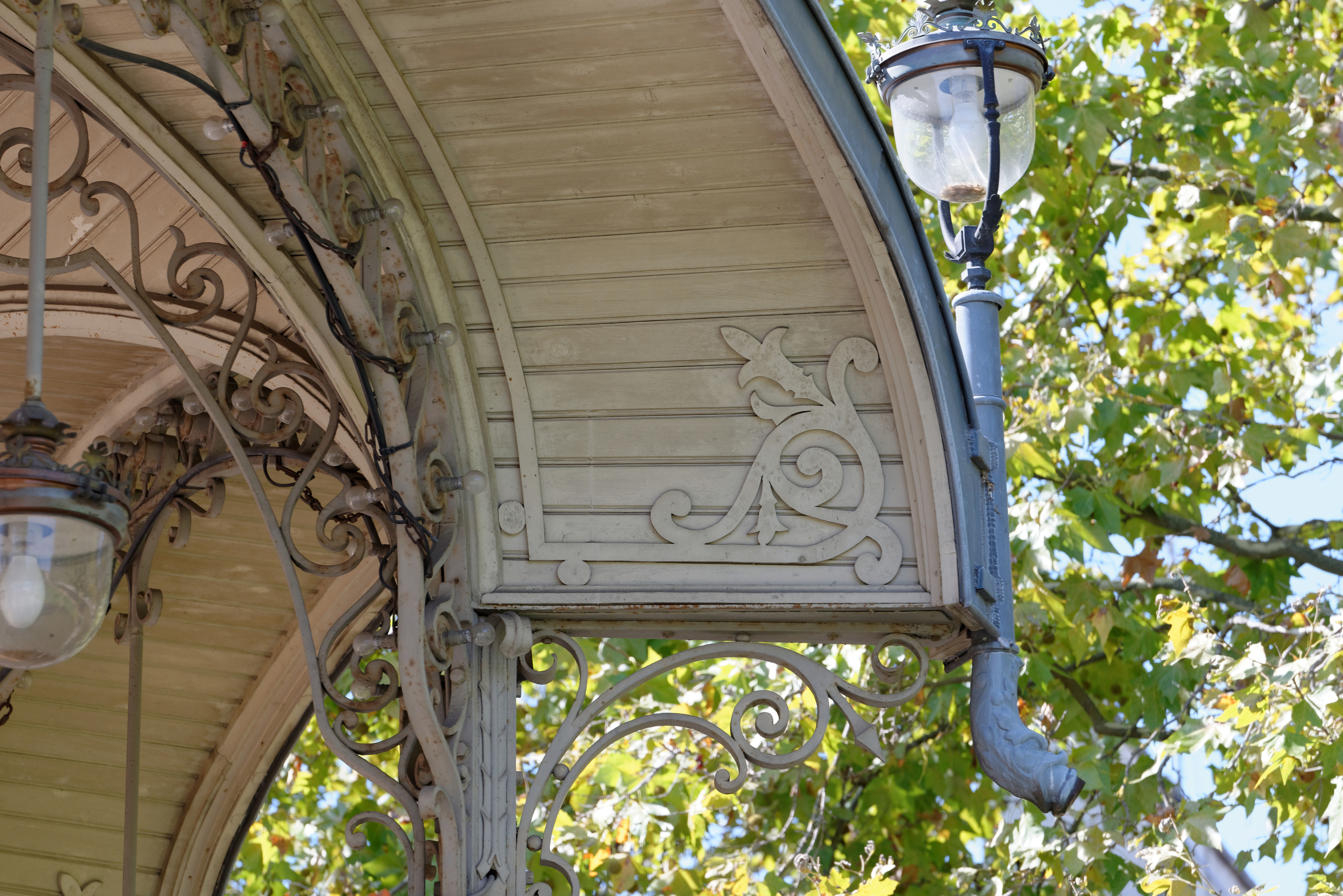
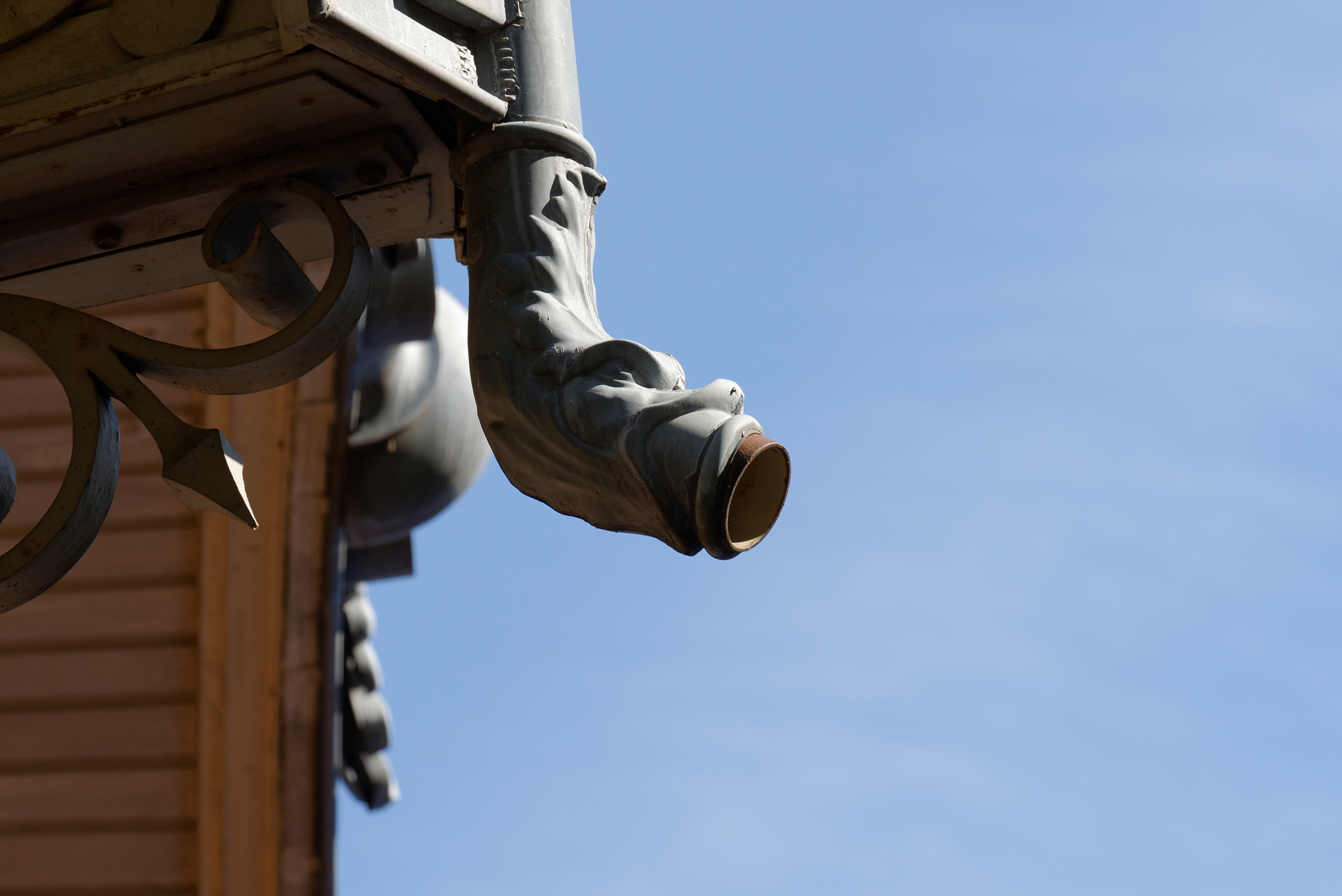
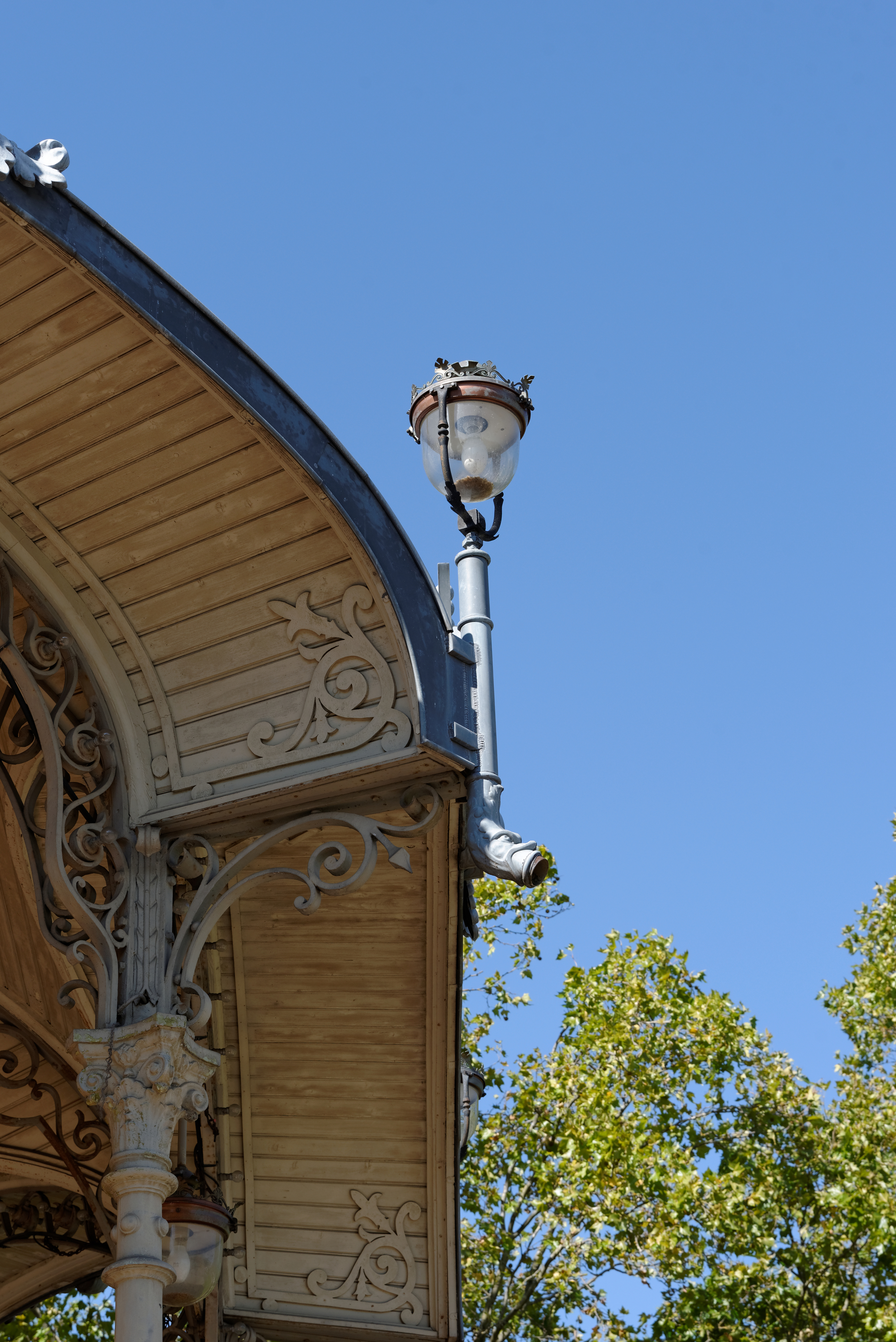
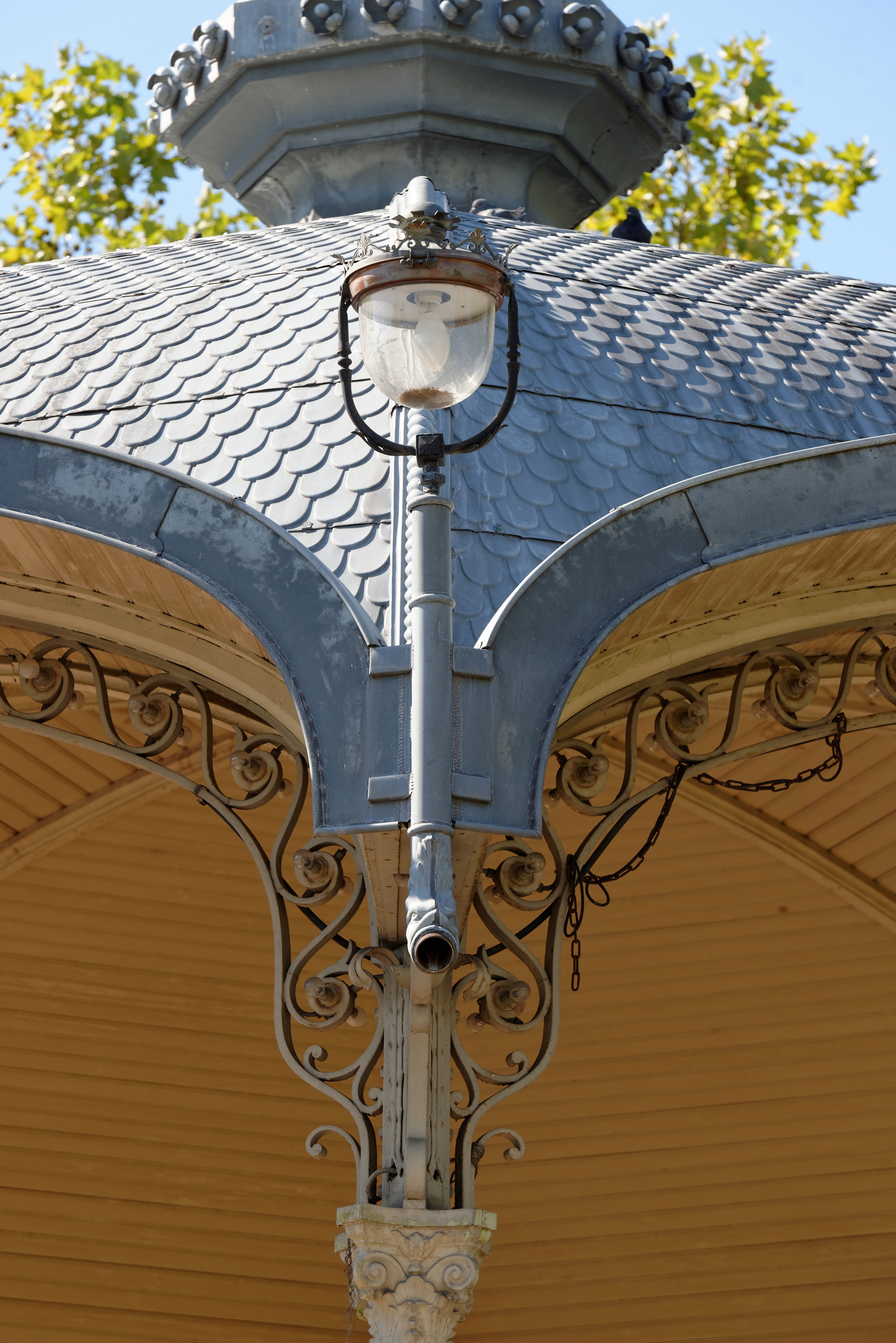
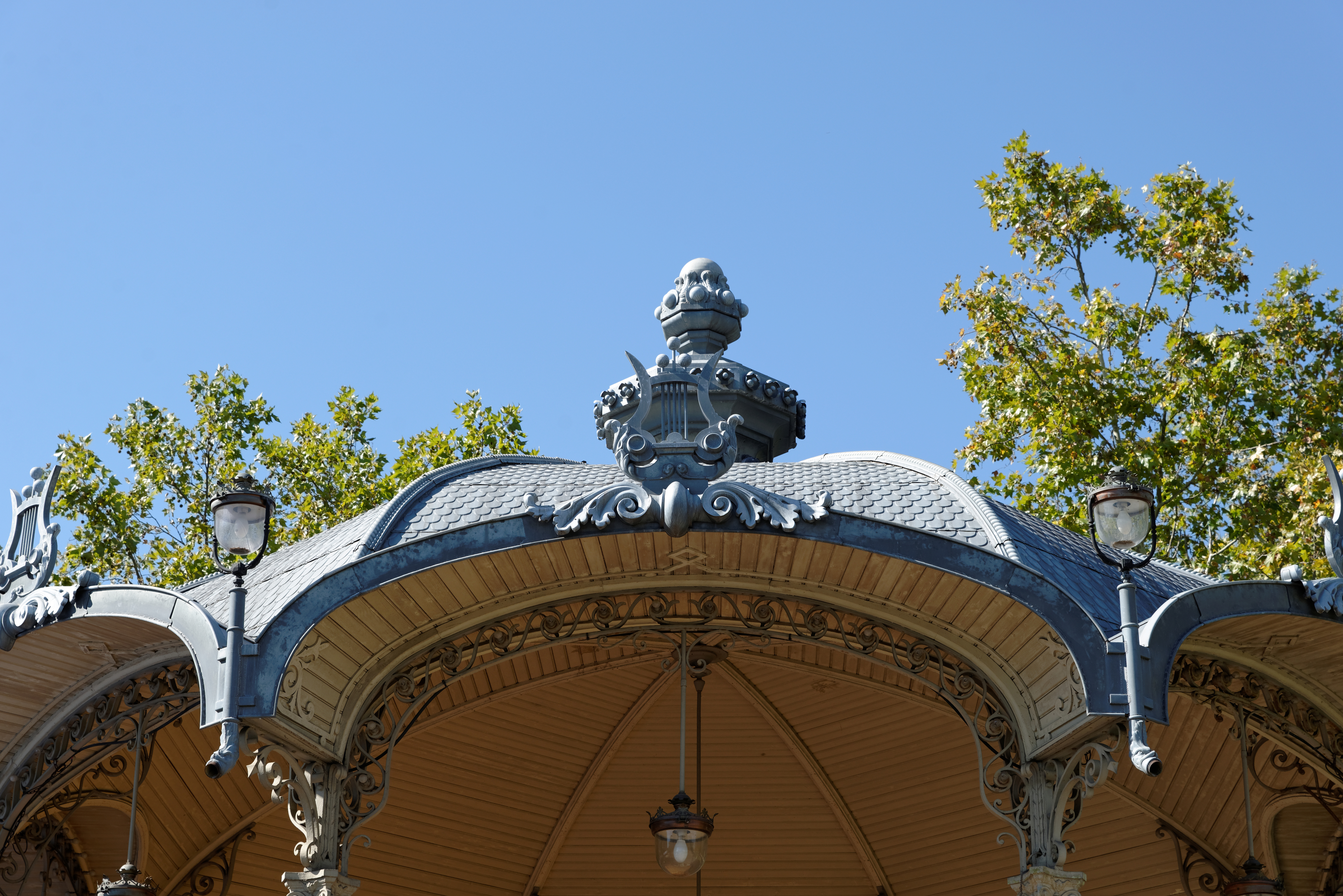
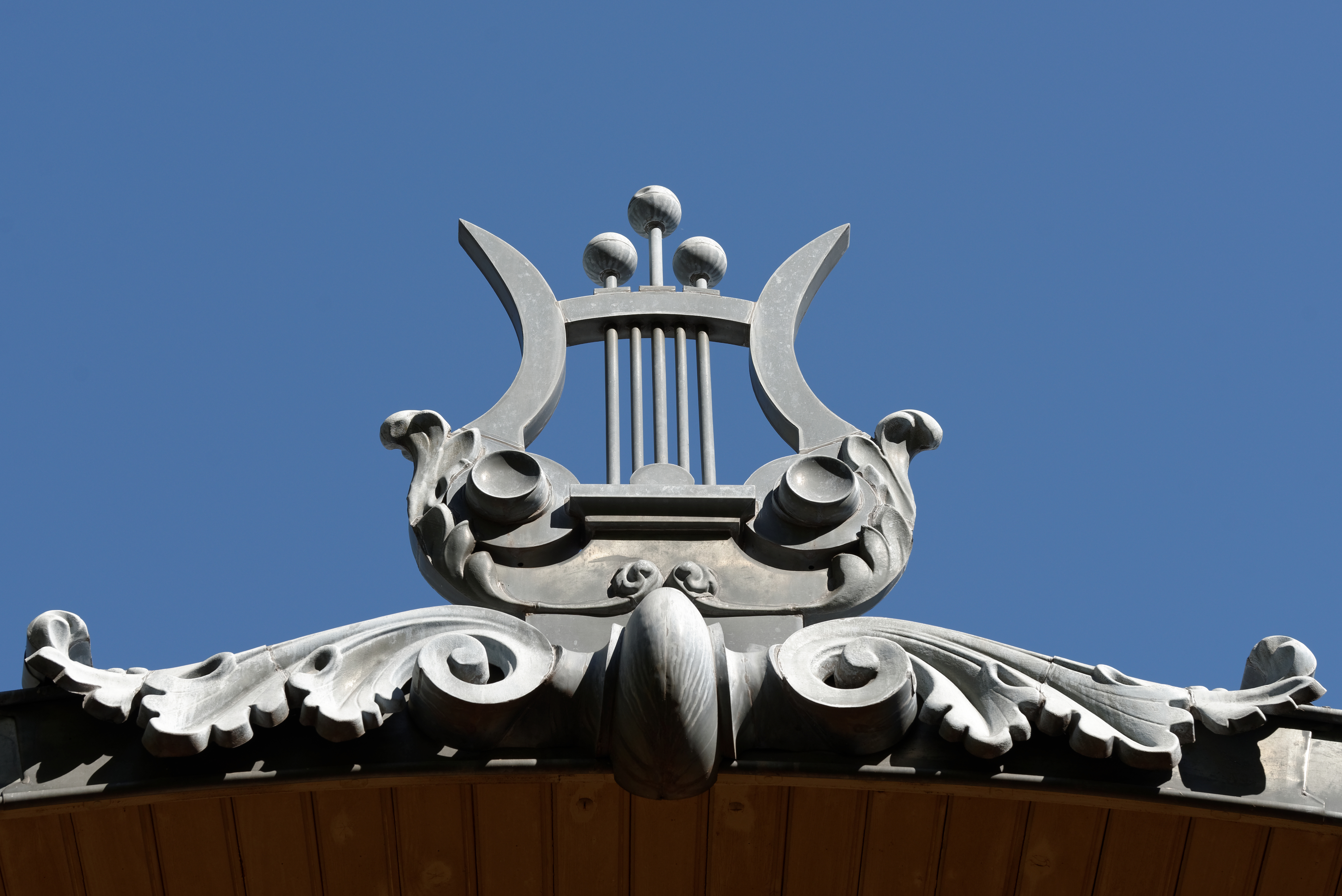
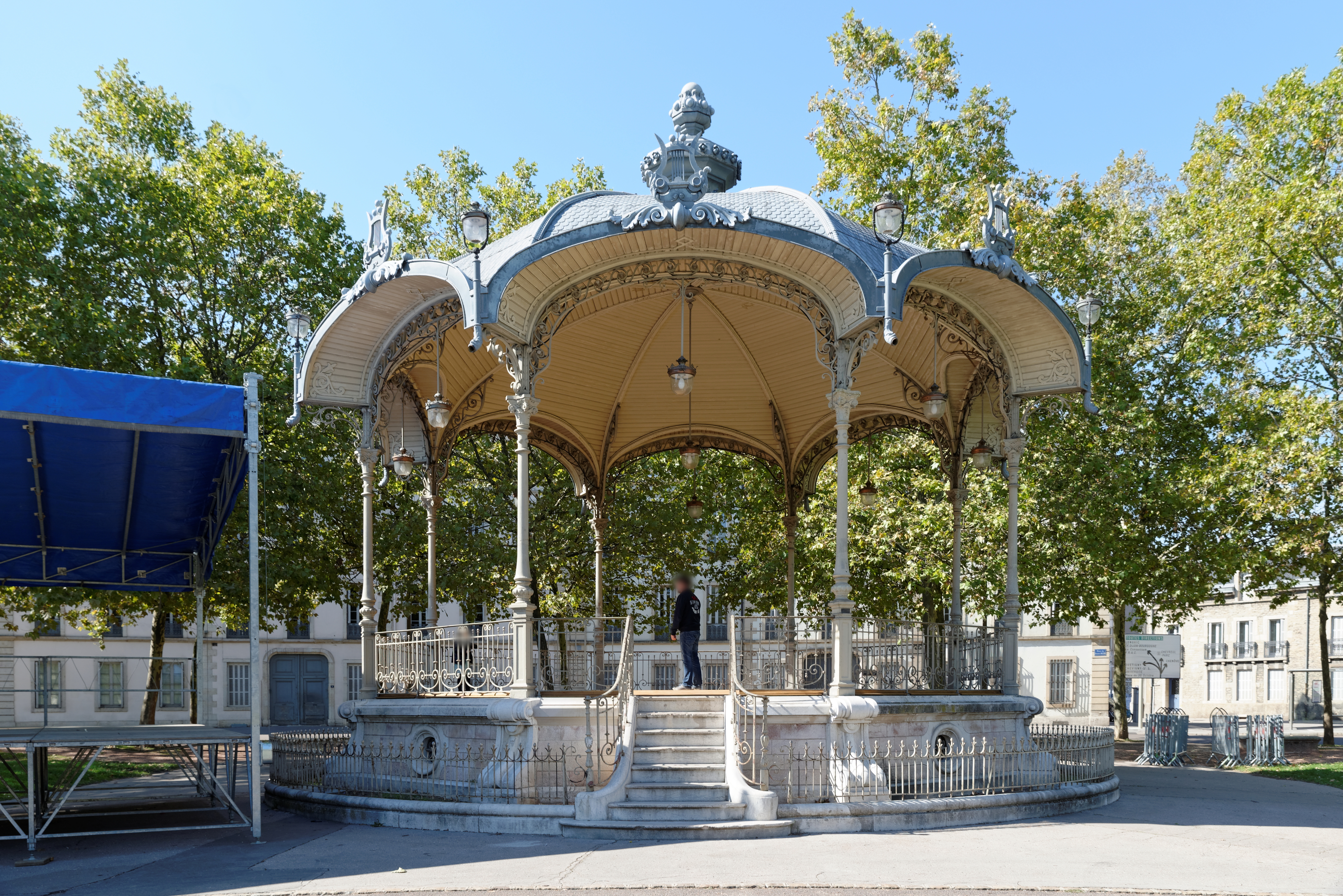